# Sphinx incerta
Sphinx incerta är en fjärilsart som beskrevs av Tutt 1904. Sphinx incerta ingår i släktet Sphinx och familjen svärmare. Inga underarter finns listade i Catalogue of Life.